# Shinkichi Mitsumune
Shinkichi Mitsumune (光宗 信吉, Mitsumune Shinkichi, Fukuoka, 8 de outubro de 1963) é um compositor japonês que escreve principalmente músicas para trilhas sonoras de animes.

## Biografia
Mitsumune nasceu na cidade de Fukuoka, na província de Fukuoka. Ele começou a estudar música aos 4 anos de idade. Depois de se formar na faculdade, visitou festivais de música em todo o Japão como tecladista. Em 1995, ele começou a compor músicas para animes e créditos finais de filmes com uma orquestra.

## Composições

### TV
- Nurse Angel Ririka SOS (1995)
- VS Knight Lamune & 40 Fire (1996)
- Revolutionary Girl Utena (1997)
- Cyber Team in Akihabara (1998)
- Yu-Gi-Oh! Duel Monsters (2000)
- Little Snow Fairy Sugar (2001)
- Dragon Drive (2002)
- Green Green (2003)
- Rozen Maiden (2004–2005)
- Negima!: Magister Negi Magi (2005)
- Speed Grapher (2005)
- Hanbun no Tsuki ga Noboru Sora (2006)
- Zero no Tsukaima (2006)
- Asatte no Houkou (2006)
- Sky Girls (2007)
- Zero no Tsukaima: Futatsuki no Kishi (2007)
- Zero no Tsukaima: Princess no Rondo (2008)
- Mahou Sensei Negima 2 (2009)
- Zero no Tsukaima F (2012)
- Rozen Maiden (2013)
- Amagi Brilliant Park (2014)

### OVA
- FLCL (2000)
- Love Hina Again (2002)
- Sky Girls (2006)

### Teatro
- Love and Pop (live action) (1998)
- Revolutionary Girl Utena (1999)
- Cyber Team in Akihabara (1999)

### Contribuições
- Para Megumi Hayashibara: Nostalgic Lover, Cherish Christmas, Asu ni Nare
- Para Maria Yamamoto: Snow Flower
- Para Power Puff Souls: Cream Puff Shuffle